# حوليات الرياضيات (مجلة ألمانية)
 والتي هي مجلة أمريكية.
حوليات الرياضيات (بالألمانية: Mathematische Annalen) هي مجلة بحث ألمانية متخصصة في الرياضيات.

## وصلات خارجية
- الموقع حوليات الرياضيات في شبرينغر
- Mathematische Annalen archive (1869–1996) at GDZ [open access]
- Mathematische Annalen archive (1869–1996) at DigiZeitschriften [open access]